# Tehnica de respirație Buteyko
Tehnica de respirație Buteiko se bazează pe efectuarea unor exerciții de respirație cunoscute sub denumirea de Exerciții de Reducere a Respirației. Doctorul fiziologist Konstantin Buteiko a investigat numeroși pacienți cu astm și a ajuns la concluzia că astmul bronșic este consecința hyperventilației. Cu alte cuvinte persoanele cu astm bronșic respiră mult mai mult aer decât o persoană fără astm, iar în consecință organismul reacționează prin inflamația căilor respiratorii superioare pentru a reduce excesul de volum de aer. Această explicație simplistă are de fapt în spate o explicație științifică complexă bazată pe munca și experiența medicală de o viață a profesorului Konstantin Buteyco. Cercetările și experiența acumulată l-au condus pe Konstantin Buteiko la obținerea unor rezultate în tratarea astmului bronșic de 100%. Buteyko a observat că pacienții cu astm bronșic au un volum respirator mai mare de până la 5-6 ori volumul respirator al unei persoane normale ajungând și la 30l/min. Această descoperire l-a făcut pe Buteyko să exploreze metode de reducere (normalizare) a volumului respirator al persoanelor cu astm în speranța că, corectând hyperventilația, va duce la dispariția astmului. Buteyko a reușit să-și dovedească că teoria de la care a plecat este una reală. Sistemul medical de stat rus a ajuns să recunoască și să implementeze metoda Buteiko ca metodă de tratament a astmului. Ulterior metoda a ajuns să fie cunoscută și utilizată în țări ca Australia și Noua Zeelandă. În timp, această metodă a ajuns să fie din ce în ce mai cunoscută și răspândită și nu puțini sunt cei care au utilizat-o. Unul dintre marii adepți ai acestei metode este irlandezul Patrick McKeown care în urma unei experiențe proprii ca suferind de astm și care s-a tratat la clinica doctorului Buteiko în Rusia, a ajuns să predea metoda pe scară largă având și un număr semnificativ de cărți și manuale pentru cei interesați. Patrick McKeown explică pe înțelesul tuturor că, așa cum un medic îi recomandă unei persoane supraponderale să mănânce mai puțin, așa o persoană care hiperventilează trebuie să învețe să respire mai puțin.